# Christian Friderich Knuth

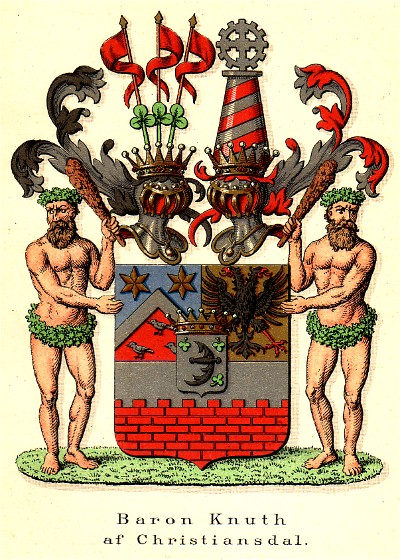
Wappen der Barone von Christiansdal

Lehnsbaron Christian Friderich Knuth-Christiansdal, dänisch Christian Frederik Knuth-Christiandal (* 4. April 1728 in Kopenhagen; † 26. Dezember 1801 ebenda) war ein dänischer Militär und Gutsherr. Er begründete die Linie Christiansdal des Hauses Knuth.

## Leben
Christian Frederik Knuth wurde am 4. April 1728 als viertes von acht Kindern der zweiten Ehe von Adam Christoph von Knuth geboren. Noch am selben Tage wurde er in der Kopenhagener Holmens Kirke getauft.
Seine Mutter war Ida Margarethe von Knuth, geborene Reventlow. Der älteste Bruder Christian, Eggert Christopher führte die Linie Knuthenborg weiter.
Am 2. August 1743 bekam Christian Frederik das Patent für die Baronie Christiansdal. Später folgten die Baronien, Frederiksdal (1752–1784), Søllestedgård (1757), Asserstrup (1763–1784), Skaftelevgård (1766–1776) und Nøjsomhed (1786).
1749 wurde Christian Frederik Sekondeleutnant der Marine, später wechselte er zum Heer und wurde 1751 Rittmeister. 1752 kam er zum Jütischen Ritterregiment und nahm 1757 seinen Abschied mit dem Charakter eines Oberstleutnants und wurde noch im selben Jahre Kammerherr. Am 29. Januar 1770 bekam er den Ordre de l’union parfaite verliehen und wurde am 29. Januar 1774 Ritter vom Dannebrogorden.

## Ehen und Nachkommen
Am 22. September 1770 ließ sich Christian Frederik mit Anne Christine von der Osten (1720–1791) in Trondheim trauen. Der Ehe entsprangen fünf Kinder:
- Frederikke Louise Knuth-Christiansdal (* 15. November 1752; † 5. Januar 1814) ⚭ Maximilian von Oldeland (1750–1813), Generalkriegskommissar
- Ide Margrethe Knuth-Christiansdal (* 29. Mai 1754; † 28. Oktober 1804) ⚭ Christian Frederik Haxthausen auf Thienhausen (1754–1790), Major und Kammerherr
- Adam Christopher Knuth-Christiansdal (* 21. Juli 1755; † 19. Dezember 1844), erlangte die Grafenwürde
- Margrethe Cathrine Knuth-Christiansdal (* 27. November 1726; † ?)
- Josephine Catharine Knuth-Christiansdal (* 1758; † ?)

Alle Kinder trugen den Titel Baron respektive Baronesse.
Am 13. Oktober 1791 ließ sich Christian Frederik mit Charlotte Mathilde von Staffeldt in Kopenhagen trauen. Die Ehe blieb kinderlos.

## Vorfahren
| Christian Frederik Knuth Baron von Christiansdal | Adam Christoph von Knuth Graf von Knuthenborg | Eckhard Christoph von Knuth Graf von Knuth            | Jacob Ernst von Knuth Herr auf Leizen und Priborn         |
| Christian Frederik Knuth Baron von Christiansdal | Adam Christoph von Knuth Graf von Knuthenborg | Eckhard Christoph von Knuth Graf von Knuth            | Elisabeth von Knuth                                       |
| Christian Frederik Knuth Baron von Christiansdal | Adam Christoph von Knuth Graf von Knuthenborg | Søster von Knuth Verwalterin von Knuthenborg          | Cornelius Pedersen Lerche Amtmann von Lolland und Falster |
| Christian Frederik Knuth Baron von Christiansdal | Adam Christoph von Knuth Graf von Knuthenborg | Søster von Knuth Verwalterin von Knuthenborg          | Søster Fuiren                                             |
| Christian Frederik Knuth Baron von Christiansdal | Ida Margrethe von Knuth                       | Ditlev Reventlow Herr zu Höltenklinken                | Henning Reventlow Herr zu Hemmelmark und Ekernförde       |
| Christian Frederik Knuth Baron von Christiansdal | Ida Margrethe von Knuth                       | Ditlev Reventlow Herr zu Höltenklinken                | Margarethe Reventlow                                      |
| Christian Frederik Knuth Baron von Christiansdal | Ida Margrethe von Knuth                       | Magdalene Sibylla Reventlow Reichsgräfin von der Nath | ?                                                         |
| Christian Frederik Knuth Baron von Christiansdal | Ida Margrethe von Knuth                       | Magdalene Sibylla Reventlow Reichsgräfin von der Nath | ?                                                         |